# Vito Cusumano
Vito Cusumano (Salemi, 4 luglio 1924 – Salemi, 5 febbraio 1999) è stato un ingegnere e politico italiano.

## Biografia
Ingegnere capo del comune di Salemi dal 1960 al 1975 ha partecipato a diverse commissioni di studio nel settore urbanistico e progettato e diretto nel settore dell'edilizia opere pubbliche, idrauliche, fognanti e viarie, tra cui emergono 3 lotti dell'Autostrada A19 Palermo – Catania.
Candidato nella lista del Partito Socialista Italiano nel 1963 per la Camera dei deputati, ottiene 10.686 voti ma non risulta eletto. Diviene Sindaco di Buseto Palizzolo nel 1964 e lo resta fino al 1975.

### Deputato
Alle elezioni politiche del 1968, con 29.165 voti di preferenza nella lista  "PSI – PSDI" nella circoscrizione Sicilia occidentale, diventa deputato alla Camera, aderendo al gruppo del PSI.
Viene rieletto a Montecitorio nel 1972 con 36.459 voti.
Nel 1976 con 26.411 preferenze risulta il primo dei non eletti. Componente del comitato centrale del Partito Socialista Italiano dal 1978 al 1984. Diviene Segretario regionale del Partito Socialista Italiano dal 1979 al 1981.
Nel 1979 ottiene 34.214 preferenze, insufficienti per l'elezione. Subentra alla Camera nel 1981 al posto di Salvatore Lauricella.
Nel 1983 arriva a 43.024 voti, ma non risulta eletto.
Infine è Sindaco di Salemi dal 1987 al 1990.